# Рижский уезд
Рижский уезд — административно-территориальная единица в составе Лифляндской губернии Российской империи, Латвии (1920—1940) и Латвийской ССР (1940/1944—1949). Центр — город Рига.

## История
Историю Рижского уезда можно вести с 1566 года, когда в составе Задвинского герцогства Речи Посполитой был образован Рижский дистрикт. До 1581 года город Рига и её окрестности не входили в состав Речи Посполитой. В ходе административных преобразований 1582 года Рижский дистрикт упразднили.
В 1629 году территория Риги и Задвинского герцогства отошла к Швеции. В Шведской Лифляндии была образована Рижская губерния. В 1630 году в её составе создан Рижский уезд (с центром в городе Риге). С 1721 года уезд находился в составе Рижской губернии Российской империи (в 1783 году Рижскую губернию преобразовали в Рижское наместничество, с 1796 года — Лифляндская губерния). В 1918 году Рижский уезд стал частью Латвийской Республики, с 1940 года — Латвийской ССР.
16 октября 1947 года самый большой уезд Латвийской ССР разделили на Рижский и Огрский уезды. 31 декабря 1949 года Рижский уезд был ликвидирован, а на его территории создан Рижский район.

## География
Площадь Рижского уезда в 1899 году составляла 5371,5 кв. вёрст. В 1935 году — 6457 кв. км, в 1947 году — 6307,4 кв. км.
Западная часть уезда представляла собой низменность, шедшую уклоном к морю, всё побережье которой образовывало песчаную полосу, часто прерывавшуюся болотами. Восточная часть уезда — возвышенная и холмистая; природа здесь была разнообразнее и живописнее, в особенности возвышенные местности, прилегавшие к берегам реки Аа («Лифляндская Швейцария»). Главная река Рижского уезда — Западная Двина, с протоком Мюльграбен и притоками Огер, Перзе, Аа. Крупных внутренних озёр не имелось, за исключением образующихся разливами рек Аа и Западной Двины. Одно из этих озёр, Штинт, соединялось протоком с Западной Двиной; это же озеро соединялось широким и судоходным протоком с озёрами Иегель и Большое Вейсензее. Под стоячими водами и низинами находилось до 10 % всей площади уезда, леса занимали до 50 % его площади, пахотные поля — 20 %.
Помимо водных и шоссейных путей, уезд пересекался шестью железными дорогами в направлении на город Ригу.

## Население
По переписи 1897 года население уезда составляло 396 101 человек, в том числе в Риге — 282 230 чел., в городе Шлоке — 2114 чел. В 1935 году в Рижском уезде проживало 109 900 человек.

### Национальный состав
Национальный состав по переписи 1897 года:
- латыши — 230 397 чел. (58,2 %),
- немцы — 72 093 чел. (18,2 %),
- русские — 47 220 чел. (11,9 %),
- евреи — 18 510 чел. (4,7 %),
- поляки — 13 894 чел. (3,5 %),
- литовцы — 6510 чел. (1,6 %),
- эстонцы — 4203 чел. (1,1 %).

## Населённые пункты
Важнейшие населённые пункты уезда были сосредоточены по морскому побережью; среди них: Усть-Двинск — крепость при впадении Западной Двины в Рижский залив, Шлок — город между рекой Курляндская Аа и морем, и ряд приморских селений, известных как купальные места.

## Промыслы
Из местных промыслов наиболее развито было рыболовство. По берегам Рижского залива в изобилии ловилась салака, составлявшая главную пищу эстонского населения; рыболовство было развито также на озёрах и реках. В Западной Двине и Аа ловились преимущественно лососи, составлявшие предмет вывозной торговли. Отхожие промыслы не были развиты, благодаря значительному спросу на рабочие руки в Риге. В 1897 году в Рижском уезде (исключая город Ригу) имелось 74 фабрики и завода, с 5 тыс. рабочими и производством на 5 млн руб.; большинство из них перерабатывали сельскохозяйственную продукцию.